# 萧简
萧简（？—453年），南蘭陵兰陵县人。宋武帝孝懿皇后蕭文壽堂侄，蕭斌的弟弟，丹阳尹萧摹之的儿子。南朝宋外戚。
萧简任长沙国内史。广陵王刘诞为广州刺史，没有到镇，以萧简为安南谘议参军、南海郡太守，行府州事。东海王刘祎取代刘诞，萧简仍为前军谘议，南海郡太守如故。元嘉三十年（453年），刘劭杀害宋文帝即位，萧斌兄弟拥戴。宋孝武帝讨刘劭，派遣辅国将军、南海郡太守邓琬讨萧简。萧简固守广州多时，城陷被杀。萧斌、萧简诸子都诛灭。